# Istituto Svizzero di Roma
Das Istituto Svizzero di Roma (ISR) ist ein privatrechtliches Schweizerisches Kulturinstitut in Rom. Es hat den Auftrag, Studierenden und Kunstschaffenden die Möglichkeit zu bieten, in Rom und Italien tätig zu sein, um so den wissenschaftlichen und kulturellen Austausch zwischen der Schweiz und Italien zu fördern.

## Geschichte

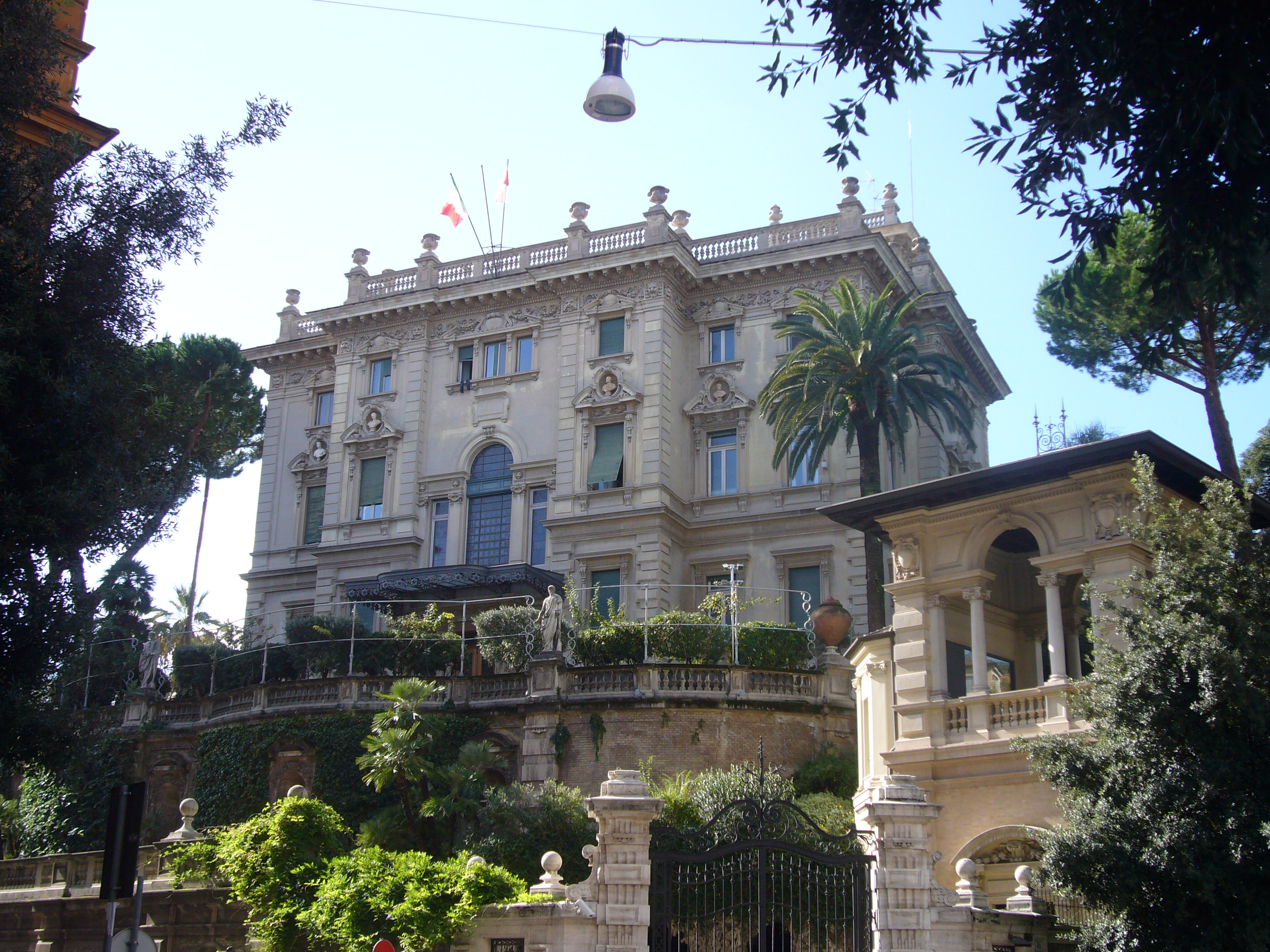
Die Villa Maraini in Rom

Am 27. Dezember 1947 stiftete der Schweizerische Bundesrat das privatrechtliche Istituto Svizzero di Roma (ISR), welches am 4. August 1948 seinen Sitz in der Villa Maraini auf dem Pincio einrichtete und 1949 von Bundesrichter Plinio Bolla eröffnet wurde. Die Villa war eine Gabe der in den Adelsstand erhobenen Gräfin Carolina Maraini-Sommaruga (1869–1959), der kinderlosen Witwe des Schweizer Industriellen Emilio Maraini (1853–1916). Dieser stammte wie seine Frau Carolina Sommaruga aus Lugano und wurde in Italien bekannt durch die industrielle Gewinnung von Zucker aus Zückerrüben. Carolina Maraini-Sommaruga übergab die Villa Maraini 1946 der Schweizerischen Eidgenossenschaft. Anlässlich der Übergabe wurde festgehalten, dass die Villa Maraini stets im Dienste der Kultur stehen solle, im Zeichen der Zusammenarbeit zwischen der Schweiz und Italien.
Im Anschluss an die Neuausrichtung, welche 2004 vom Schweizerischen Bundesrat beschlossen wurde, gewann das ISR zwei neue institutionelle Partner hinzu: das Schweizerische Staatssekretariat für Bildung, Forschung und Innovation (SBFI) und die Schweizerische Kulturstiftung Pro Helvetia. Zusammen mit dem Bundesamt für Bauten und Logistik, den Schweizerischen Kantonen und privaten Gönnern tragen sie das ISR. Die Unterstützung des SBFI erlaubt es dem ISR, mittels wissenschaftlicher Tätigkeiten und Tagungen einen wichtigen Beitrag zum Erhalt der Beziehungen zwischen dem Schweizerischen und dem Italienischen Forschungsbetrieb zu leisten.
2005 erhielt hat das ISR zudem von der Pro Helvetia den Auftrag, offiziell die Kulturförderung der Schweiz in Italien zu leiten. Dieser Auftrag war von 1997 bis 2005 vom CCS, dem Centro Culturale Svizzero di Milano, wahrgenommen worden. Das Veranstaltungsprogramm des CCS wird seit 2005 auch vom ISR erarbeitet. Bis zum März 2012 leitete das ISR ebenfalls die Veranstaltungen des Schweizer Kulturinstitutes in Venedig.
Das ISR leitet damit mit seinen zwei Niederlassungen in Rom und Mailand den Hauptbeitrag der offiziellen Schweizerischen Kulturförderung in Italien.

## Organisation
Das ISR wird von einem Stiftungsrat geleitet, der sich aus verschiedenen Kultur- und Gesellschaftsvertretern sowie einem Vertreter der Familie der Stifterin, Carolina Maraini-Sommaruga, zusammensetzt.
Der Stiftungsrat setzt ein Exekutivkomitee ein, welches sich aus dem Präsidenten und drei gewählten Ratsmitgliedern zusammensetzt. Das Komitee begleitet die Tätigkeiten des ISR und verfügt über eigene Finanzkompetenzen.
Die Arbeit des Stiftungsrates wird zudem durch zwei Kommissionen unterstützt: die Kunstkommission und die Universitätskommission. Neben verschiedenen anderen Zuständigkeiten begleiten diese Kommissionen die Auswahl sowie die Arbeiten der Institutsmitglieder während ihres Aufenthalts im ISR; sie unterstützen ebenfalls die Verantwortlichen für das künstlerische und das wissenschaftliche Programm oder, falls notwendig, auch die Direktion.
Der Stiftungsrat ernennt die Direktion, welche das ISR leitet, um es statutengemäss und nach Vorgabe des Stiftungsrates zu einem Zentrum für das künstlerische und wissenschaftliche Schaffen zu entwickeln.
Der Direktor oder die Direktorin wird unterstützt durch einen Verantwortlichen für das künstlerische Programm (Head of Arts Programme) und einen Verantwortlichen für das wissenschaftliche Programm (Head of Research Programme) sowie durch einen Verwalter. Diese wiederum arbeiten mit den entsprechenden Mitarbeitenden am Hauptsitz sowie an den Niederlassungen in Mailand und Venedig zusammen.
2008 wurde das Stiftungssekretariat vom Eidgenössischen Bundesamt für Kultur in Bern an den ISR-Hauptsitz nach Rom verlegt.

## Auftrag
Seit seiner Gründung verfolgt das ISR das Ziel, jungen Schweizerinnen und Schweizern die Möglichkeit zu bieten, in einem Zentrum für klassische Kultur ihre Kenntnisse oder Kunstfertigkeiten zu vertiefen, Forschung zu betreiben oder auch andere eigenständige Arbeiten zu verfolgen. Das ISR soll weiter die wissenschaftliche und künstlerische Tätigkeit der Schweiz fördern, indem es Studierenden und Kunstschaffenden günstige Bedingungen für einen Aufenthalt in Italien bietet. Schliesslich ist es Aufgabe des ISR, die wissenschaftlichen und kulturellen Beziehungen zwischen der Schweiz und Italien fördern.
Zu diesem Zweck beherbergt das ISR jährlich zwischen zehn und zwölf Mitglieder, bei denen es sich um Kunstschaffende und Studierende von Schweizer Universitäten handelt. Diese erhalten während eines akademischen Jahres die Möglichkeit, im ISR zu logieren und ihren wissenschaftlichen oder künstlerischen Tätigkeiten nachzugehen.

## Bibliothek
Bei der Gründung des Institutes 1948 wurde ebenfalls die Bibliothek des ISR mit einer Ausstellung Schweizer Bücher eröffnet. Der Bestand der ISR-Bibliothek gründet sich auf Schenkungen der wichtigsten Schweizer Verlagshäuser und auf dem Tausch von Doubletten mit anderen Bibliotheken. Hinzu kamen die umfangreiche Nachlässe von Adolphe Holzer und Carolina Maraini-Sommaruga.
Dank der Unterstützung der Pro Helvetia und zahlreicher privater Gönner konnte die ISR-Bibliothek im Laufe der Jahre eine Sammlung an Grundlagenliteratur, an antiker und moderner Literatur sowie vor allem von Werken mit Italienbezug anlegen. Zahlreiche Schenkungen von Professoren und Akademikern, Stipendiaten und Gästen des ISR sowie von anderen Bibliotheken halfen dem ISR, diesen Bestand weiter auszubauen. Besonders zu nennen sind die gesamte Sammlung von François Lasserre und der Nachlass von Hanno Helbling, welche durch Schenkung in den Bestand der ISR-Bibliothek übergingen.
Um den Erfordernissen eines Institutes gerecht zu werden, das sich seit seiner Gründung als Referenz für die künstlerischen und wissenschaftlichen Tätigkeiten der Schweiz in Italien verstand, wurde der Aufgabenbereich der ISR-Bibliothek erweitert. Einerseits stellt sie den Dokumentationsdienst für die wissenschaftlichen Tätigkeiten innerhalb des ISR sicher, andererseits versteht sie sich als ein Zentrum, in welchem das Schweizerische Kunstschaffen in Italien gesammelt, studiert und gefördert werden soll.
Seit 2005 ist die ISR-Bibliothek nicht nur den Mitarbeitenden und Mitgliedern des Institutes, sondern auch der Öffentlichkeit zugänglich. Zudem wurde die Sammlung der ISR-Bibliothek digital erfasst. Um den Zugang zu dieser Datenbank zu regeln, hat die ISR-Bibliothek entschieden, sich dem Gesamtkatalog der URBS (Unione Romana delle Biblioteche Scientifiche) anzuschliessen; sie ist damit Teil des Netzwerkes der stadtrömischen Bibliotheken für Geistes- und Sozialwissenschaften.

## Publikationen
Die wichtigsten Forschungsbeiträge werden in der Reihe Bibliotheca Helvetica Romana publiziert.

## Direktoren
- 1963–1970: Paul Collart
- 2000–2003: Dieter Bachmann
- 2005–2013: Christoph Riedweg
- 2013–2016: Michele Luminati
- seit 2016: Joëlle Comé